# Guillaume de Lorimier de La Rivière
Guillaume de Lorimier de La Rivière, né en 1657 à Paris et mort le 29 juillet 1709 à  Montréal, est un officier de la Nouvelle-France, capitaine des troupes de la Marine et commandant du Fort Rolland.

## Biographie
Guillaume de Lorimier de La Rivière était le fils de Guillaume de Lorimier, seigneur des Boynes dans le Gâtinais et capitaine de marine, et de Jeanne Guilbaut.
Il arriva au Canada en 1685 en même temps que les hommes de troupes de la Marine commandés par Pierre de Troyes, dont il devint le lieutenant de compagnie. Il gravit les échelons militaires d'un façon régulière et rapide. Il était sous-lieutenant dans le régiment de la Reine, le 20 mars 1673, lieutenant dans le même régiment le 15 septembre 1676, lieutenant de la première compagnie des grenadiers dans le même régiment le 2 septembre 1679, puis capitaine au Canada le 10 septembre 1685.
En 1692, il était capitaine de la garnison du fort Rolland sur l'île de Montréal. 
Le 27 janvier 1695, il épousa Marie-Marguerite Chorel de Saint-Romain, dit d’Orvilliers, à Champlain.
En 1696, il était capitaine de la garnison à fort Rémy sur l'île de Montréal. Il participe sous les ordres de Louis de Buade de Frontenac aux guerres franco-iroquoises.
En 1705, il est nommé commandant du fort Rolland. La même année, naissait son fils Claude-Nicolas de Lorimier de La Rivière qui devint à son tour officier des troupes de la Marine.
Guillaume de Lorimier de La Rivière meurt le 29 juillet 1709 à Montréal.